# 斯坦·维克斯
斯坦·维克斯（英語：Stan Vickers，1932年6月18日—2013年4月17日），英国男子田径运动员，主攻竞走。他曾代表英国参加1956年和1960年夏季奥林匹克运动会田径比赛，其中1960年奥运会获得一枚铜牌。